# Tabanus matsuzawai
Tabanus matsuzawai är en tvåvingeart som beskrevs av Hayakawa och Takahasi 1983. Tabanus matsuzawai ingår i släktet Tabanus och familjen bromsar. Inga underarter finns listade i Catalogue of Life.